# Плави жакет (књига)
Плави жакет је књига поезија српског писца Душана Радовића. Први пут је објављена 1983. године.

## О аутору
Душан Радовић је рођен 29. новембра 1922. године у Нишу. Тамо се посветио стварању, а највише је писао за децу. Уређивао је дечје листове и часописе, правио радио и ТВ емисије за децу, писао приче, песме, драмске текстове. Био је и један од најомиљенијих београдских водитеља. Имао је своје емисије на Студију Б и свако јутро емитовао своја духовита запажања о свакодневици у Београду, која је често била пуна оштрих жаока против оних који управљају градом и својим одлукама утичу на живот обичног човека. Његова најпознатија дела су збирке песама ,,Поштована децо" , ,,Смешне речи", ,,Причам ти причу", ,,Вукова азбука", ,,Зоолошки врт" и многе друге. Радовић је умро 1984. године у Београду.

## О књизи
Плави жакет је књига која обухвата шест делова. У првом делу је обухваћен  циклус од осам прича о фиктивном јунаку Микију-Ликију који током живота доживљава занимљиве авантуре. У другом делу се налазе петнаест прича и носе назив ,,Друге приче". Свака од ових прича је за себе и има неку посебну поруку. Трећи део ,,Мала радио игра - Случај леве ноге" је мини-драма о преступнику који се зове Фантом. Четврти део се састоји од песама за децу, међу којима је и песма ,,Плави жакет", по којој књига носи име. Пети део је занимљива, хумористичка расправа између Душана Радовића и Густава Крклеца, која је својевремено била објављена у Књижним новинама. Шести део чине приче ,,Женски разговори", чије име потиче из истоимене телевизијске серије.Године 1983. Душан Радовић у Загребу објављује, као стоту по реду књигу у библиотеци ,,Итд" Наклдног завода ,,Знање" хрестоматију Плави жакет - с илустрацијама Душана Петричића. У поднаслову књиге, и на корици и на трећој страни, стоји - сликовница. Плави жакет је жанровска сликовница. У овој књизи су текстовии за децу и за одрасле: записи, приче, радио-игре, песме, примењени радови. У напомени на крају књиге писац наглашава да се сликовница састоји од ,,књижевних рестлова,од различитих текстова које сам писао са разлогом и без разлога, покушавајући да откријем шта све могу". Да је на уму имао и публику, сведочи и напомена да је пред читаоцем књига ,,с певањем и пуцањем" - ,,је онај део народа за који ја пишем тако највише воли".

### Радња књиге
Тема ове песме је садржана у самом наслову, а на један сасвим симпатичан и посебан начин говори о љубави и браку између песника и његове супруге. За ову песму може се слободно рећи да одговара свима. Лагана је за читање, пријатна за слушање и на први поглед можда делује просто, али је уствари комплексна и покреће читаоца на размишљање. Иако се чини да Душан Радовић, сваку радњу у песми прикаже као случајност, заправо је оно супротно. Све што се деси у овој песми има иза себе неко значење. Писац и његова будућа жена Цвета се срећу спонтано, тако су им се и укрстили погледи, након чега се Цвета уплашила лавежа паса и случајно придржала за свог будућег мужа, до тога да су кренули у шетњу и сели на његов плави жакет на ливади. За све те ,,случајности" Радовић оптужује никог другог него његов плави жакет. Аутор поставља следећа питања: Да ли се све то дешавало између њега и Цвете, дешавало због њега, таквог какав јесте, или због плавог жакета, па читајући ову песму није тешко закључити да она не обилује стилским фигурама и епитетима, већ је читава песма заснована а пишчевим дилемама. Порука коју нам даје ова песма је да живот чине једноставне и мале ствари.

## Песнички свет Душана Радовића

### Циклус прича о Микију-Ликију
На полетку књиге се налази циклус прича о Микију-Ликију. Ове приче сведоче о способности Душана Радовића да ствара апсурдну имагинацију, да измишља догађај тамо где га нема, а где би га било више него у машти. Језик и машта граде ове необичне, духовите и ,,откачене" приче. Чак и име главног јунака сугерише игру и доколицу. Причај ми причу - подразумева се испред сваке и иза сваке од ових прича налази слика. Мики-Лики се вози подземном железницом (које код нас нема значи свуда), игра шах с данским краљем. Он има име детета а манире одраслог. Циклус прича о Микију-Ликију садржи се од следећих песама: Мики-Лики и најлепша жена света, Мики-Лики и случај, Мики-Лики и ексер, Мики-Лики и сирене, Мики-Лики и игла, Мики-Лики и цвеће, Мики-Лики и непозната као и  Мики-Лики и голф.

### Драгољуб Алексић  – најјачи Србин
Ово су песме рађене за филм ,,Невиност без заштите" (српски црно-бели играни филм снимљен 1942. године у режији шоумена и акробате Драгољуба Алексића, који је тајно сниман за време немачке окупације, уједно и први звучни филм икада снимљен у Србији). Душан Радовић у овој песми велича Алексића, који је како сам наслов песме био познат као најјачи Србин. Аутор је ову песму поделио на три дела. У првом су описане Алексићеве акробације које је изводио по читавој Србији. Алексић је у другом делу песме окарактерисан као јунак, херој, џин и див. Радовић у трећем делу ове песме исказује незадовољство величања страних личности попут Тарзана, Џејмса Бонда и Фантома а не сопственој традицији. Наглашава да је кључ боље будућности управо то.